# Kerk am Hof
De Kerk am Hof (Duits: Kirche am Hof), formeel de Kerk van de negen Engelenkoren (Kirche zu den neun Chören der Engel), is een aan het plein Am Hof gelegen katholieke kerk in Wenen, Oostenrijk.

## Geschiedenis

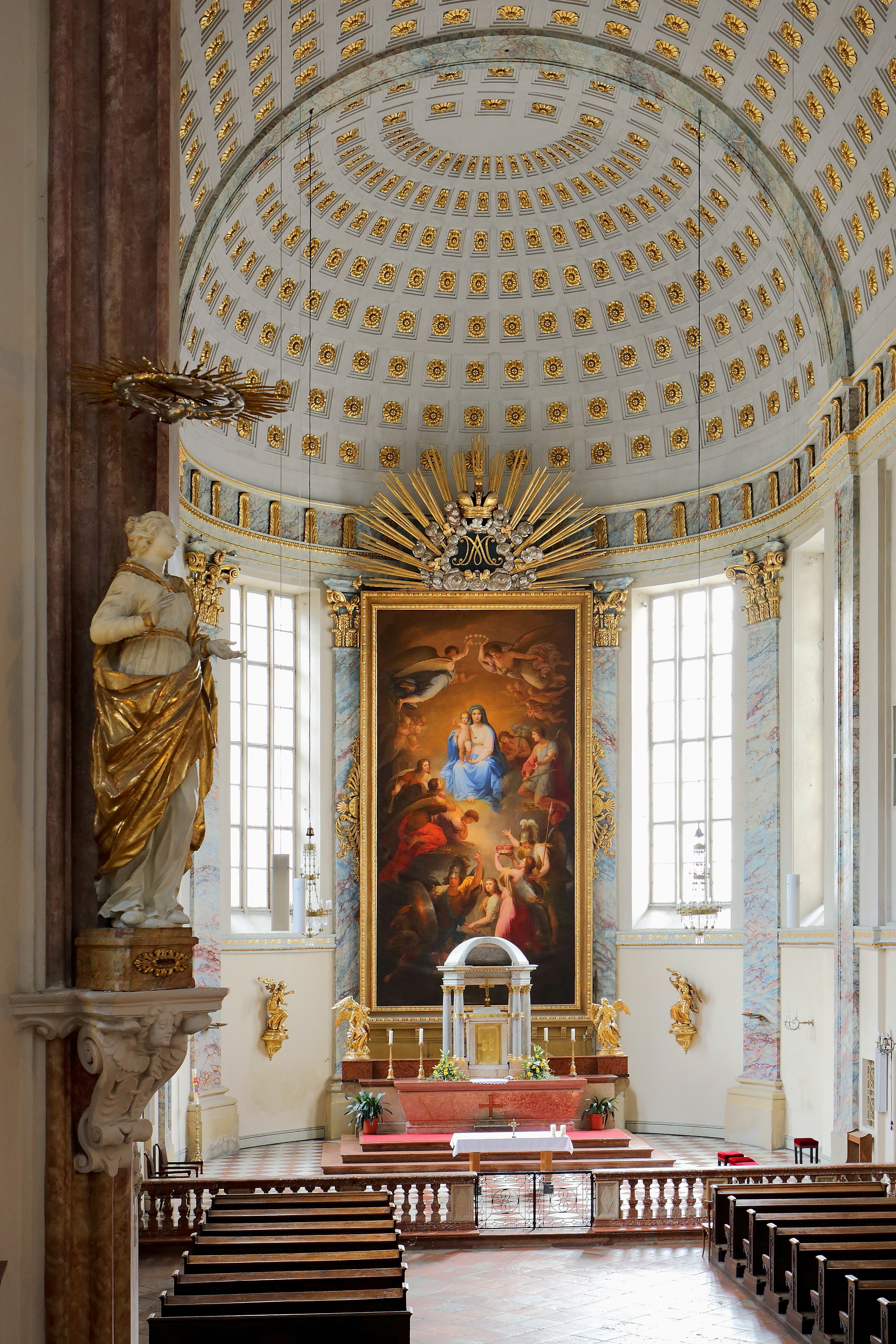
Hoogaltaar

In de jaren 1386-1403 bouwden de Karmelieten op de plaats van een romaanse hofkapel de drieschepige, gotische hallenkerk. De kerk werd in 1554 aan de Jezuïeten overgedragen.
In opdracht van Eleonore van Gonzagas, de weduwe van keizer Ferdinand III, werd een vroegbarokke gevel voor de kerk gebouwd. Bouwmeester was de Italiaanse bouwmeester Carlo Antonio Carlone, die in Opper-Oostenrijk werkzaam was en voor veel ontwerpen van kloosters en kerken tekende. Het beeldhouwwerk is van een harde soort kalksteen uit het Leithagebergte en werd door Johann Lorentisch vervaardigd. Het koor, dat vanuit de Steindlgasse zichtbaar is, bleef bij de verbouwing grotendeels gotisch.
Na de opheffing van de Jezuïetenorde in 1733 werd de kerk een garnizoenskerk. Vanaf het balkon van de kerk gaf paus Pius VI in 1782 de gelovigen de paaszegen.
De als kloosterkerk van een bedelorde opgerichte kerk bezit geen klokkentoren; de klok bevindt zich daarom in een dakruiter boven het koor.
De kerk dient tegenwoordig als godshuis van de Kroatische gemeenschap in Wenen.

## Patrocinium
De kerk werd aan de negen koren van de engelen gewijd. Volgens de leer van de negen koren van de engelen worden engelen hiërarchisch in negen koren ingedeeld: in de eerste hiërarchie bevinden zich de serafijnen, cherubijnen en tronen, die rechtstreeks ten dienste staan van God. In de tweede rangorde worden de heerschappijen, overheden en vorsten ingedeeld. Zij worden geacht het rijk van God in de wereld op te bouwen. Ten slotte zijn er in de derde rangorde de krachten, aartsengelen en engelen, die ten dienste staan van de mensheid.
Deze groepen engelen worden getoond op het zogenaamde Albrechtsaltaar, dat onder de regering van koning Albrecht II in de jaren 1430 als hoogaltaarretabel voor de kerk werd vervaardigd. Na de opheffing van de Jezuïetenorde werd het altaar in afzonderlijke panelen aan het stift Klosterneuburg verkocht. Daar werden de panelen in het museum tentoongesteld, om ten slotte in de jaren 1962-1981 te worden gerestaureerd en weer te worden samengesteld tot één altaar. Tegenwoordig staat het Albrechtsaltaar in Sebastiaankapel van de stiftskerk van Klosterneuburg opgesteld. Het altaar kent drie verschillende standen:
- Op zondagen: Maria als koningin van de negen engelenkoren en de zeven koren van de heiligen.
- Op werkdagen: de geschiedenis van de orde der Karmelieten.
- Op feestdagen: scènes uit het leven van Maria.